# تپه شیخی یک
تپه شیخی یک مربوط به سده‌های ۷ تا ۱۱ ه.ق است و در شهرستان زابل، بخش مرکزی، دهستان بنجار، ۵۰۰ متری شمال روستای شیخی واقع شده و این اثر در تاریخ ۲ مرداد ۱۳۸۷ با شمارهٔ ثبت ۲۳۱۳۵ به‌عنوان یکی از آثار ملی ایران به ثبت رسیده است.